# Gösta Hannula
Gösta Hannula (* 11. März 1902; Todesdatum unbekannt) war ein finnischer Hammerwerfer.
Bei den Leichtathletik-Europameisterschaften 1938 in Paris wurde er Vierter.
1938 und 1942 wurde er Finnischer Meister. Seine persönliche Bestleistung von 52,55 m stellte er am 9. September 1938 in Stockholm auf.